# Анна Сфорца
Анна Мария Сфорца (итал. Anna Maria Sforza; 21 июля 1476 — 30 ноября 1497) — наследная принцесса Феррары и первая жена Альфонсо I д’Эсте, будущего герцога Феррары. Она была второй законной дочерью Галеаццо Марии Сфорцы, герцога Миланского, от его второй жены, Боны Савойской.

## Биография
Родившаяся в Милане Анна Мария Сфорца была второй дочерью и последним законным ребёнком Галеаццо Марии Сфорцы, герцога Миланского, от его второй жены, Боны Савойской. Дедушкой и бабушкой Анны по отцовской линии были Франческо I Сфорца и Бьянка Мария Висконти, в честь которых она и была названа. У неё было два старших брата: Джан Галеаццо Сфорца и Гермес Мария Сфорца, маркиз Тортона, а также сестра Бьянка Мария Сфорца, вторая жена Максимилиана I, императора Священной Римской Империи.
Когда Анне было пять месяцев, её отец был убит в церкви Санто-Стефано в Милане 26 декабря 1476 года, в день праздника святого Стефана. Он был зарезан тремя высокопоставленными чиновниками Миланского суда.
В 1477 году Анна была официально помолвлена с наследником Эрколе I д’Эсте, герцога Феррары. Её свадьба с принцем Альфонсо д’Эсте состоялась 14 лет спустя, 12 января 1491 года, сопровождаемая банкетами, приёмами и театральными представлениями. Однако брак оказался несчастливым: светловолосая и лишённая женственности Анна, всё время одевавшаяся как мужчина, отказывалась от свершения своего союза, предпочитая общество женщин, и каждую ночь проводила с маленьким чернокожим рабом.
Только после шести лет брака Анна наконец забеременела, но умерла при родах. Согласно некоторым источникам её ребёнок, сын, умер сразу после крещения; по другим он выжил и был назван Алессандро, умерев в 1514 году в возрасте 17 лет. Она была похоронена в монастыре Сан-Вито, благодетелем которого была Анна. Её муж не смог принять участие в её похоронах, потому что в то время его лицо было обезображено вследствие сифилиса.
Её смерть положила конец связям между семьями Сфорца и Эсте. В 1502 году Альфонсо женился на Лукреции Борджиа.